# Giuseppe Richeri
Giuseppe Richeri (Finale Ligure, 1944) è un economista italiano, massmediologo ed esperto di politica ed economia dei media.
È autore di diverse pubblicazioni edite in Italia e all'estero. Dal 2014 è professore emerito della Facoltà di Scienze della Comunicazione della Università della Svizzera italiana (Lugano) dove è stato eletto per due volte decano, ha diretto l'Istituto Media e Giornalismo e continua a dirigere l'Osservatorio sui Media e le Comunicazioni in Cina.
È stato coinvolto nelle attività di numerose Istituzioni Internazionali (UNESCO, CE, UE, European Council, IAMCR) ed è membro del comitato scientifico di importanti fondazioni di ricerca tra cui la Fondation Maison des Sciences de l'Homme di Parigi in Francia, e la Fondazione Bordoni in Italia.
Ha collaborato con note università della Cina tra cui la Communication University of China di Pechino (dove è PhD supervisor), la Shangai University e la Fudan University di Shanghai.
Nel 2018 è stato nominato Membro del Comitato Accademico Internazionale della Facoltà di Giornalismo e Comunicazione della Shanghai University Archiviato il 27 dicembre 2018 in Internet Archive.. Si tratta di un gruppo ristretto di accademici selezionati in Asia, Europa e Nord America, la cui funzione è quella di consigliare l'Ateneo, uno dei più importanti della Cina, rispetto alle sue strategie a livello internazionale.

## Biografia

### Prime esperienze professionali nel campo dei media
Dopo vari soggiorni di studio all´estero, soprattutto in Francia e Regno Unito e la laurea in Economia e commercio presso l´Università di Pavia, nel 1972 ha iniziato a collaborare con la regione Emilia-Romagna, prima come consulente e poi come dirigente per gestire le politiche nel campo della comunicazione e dei media, pubblicando diversi rapporti e documenti. In questa fase (1972-1978) ha realizzato le prime esperienze italiane di applicazione delle nuove tecnologie di comunicazione per favorire il decentramento della produzione audiovisiva, ha elaborato un piano di sviluppo della televisione via cavo nelle principali città della regione Emilia-Romagna, ha fatto parte, come rappresentante delle Regioni italiane, del gruppo di pilotaggio della riforma della RAI e, in particolare della creazione della Terza rete televisiva.

### La collaborazione con l'UNESCO
Tra il 1978 e il 1981 ha svolto attività di consulenza e ricerca nel campo delle comunicazioni per alcune importanti istituzioni internazionali tra cui la Comunità economica europea, il Consiglio d’Europa e l'UNESCO. In particolare ha collaborato in varie occasioni con l'UNESCO nel campo dei media locali ed ha partecipato (unico esperto italiano) con contributi specifici alla International Commission for the Study of Communication Problems diretta dal premio Nobel Sean McBride. Inoltre è stato incaricato dall'Unesco di scrivere il documento preparatorio della Prima Conferenza sulle Industrie Culturali (Messico City 1981) sul tema “Impatto delle nuove tecnologie sull'industria dei media”. 

### Il periodo francese
Dal 1981 al 1983 ha lavorato presso il Centre national d'études des télécommunications del Ministero delle comunicazioni del Governo francese con l'incarico di studiare l'evoluzione del mercato internazionale dei prodotti audiovisivi in connessione con lo sviluppo delle reti di televisione via cavo in Francia. 
In questa fase ha avuto l'opportunità di studiare a fondo l'industria audiovisiva in particolare negli Stati Uniti, in Brasile e Giappone e di analizzare i vantaggi competitivi dei loro prodotti audiovisivi nel mercato internazionale e, in particolare, europeo. Durante la sua permanenza a Parigi ha avuto un contratto d'insegnamento (1981-1983) presso l'Ecole National d'Administration, la più importante scuola di formazione post-universitaria per i quadri dirigenti dell'amministrazione pubblica e dei grandi gruppi economici privati.

### L'attività di consulenza
Nel 1984, forte delle sue esperienze professionali presso il Governo francese ha diretto una società di ricerca e consulenza nel campo delle comunicazioni e dei media in Italia da lui creata con due partner. La società Makno Media è stata attiva dal 1984 al 1992 e ha realizzato ricerche per le principali imprese di comunicazione e media italiane ed europee tra cui RAI, Fininvest-Mediaset, Telecom Italia, British Telecom, Montedison, alcune delle principali imprese editoriali (libri e giornali) italiane tra cui La Stampa e il Corriere della Sera.
Tra gli anni '90 e 2000 diventa uno dei consulenti dell'Autorità per le garanzie nelle comunicazioni in relazione a varie iniziative tra cui la “definizione dei regolamenti per la televisione diretta via satellite”, la “analisi comparata dei mercati televisivi”, la “economia della conoscenza”. Su indicazione della stessa Authority è nominato dal Governo italiano membro della Commissione, composta da 9 esperti, per l'attribuzione delle concessioni dei canali televisivi nazionali e locali alle imprese pubbliche e private attiva dal 1999 al 2002 e successivamente membro della Commissione governativa italiana per la Televisione Digitale Terrestre (2002-2006).

### Carriera universitaria
Nel corso degli anni '80 e negli anni successivi oltre all'attività professionale ha mantenuto uno stretto rapporto con l'attività accademica con incarichi di ricerca e di insegnamento in alcune Università italiane di primo piano come l'Università di Bologna, l'Università di Firenze e il Politecnico di Milano. In questo periodo tiene conferenze e seminari in 20 università di vari paesi europei (Francia, Spagna, Belgio, Regno Unito, Unione Sovietica), del Centro e Sud America (Brasile, Argentina, Cile, Peru, Messico, Costa Rica) del Nord America (Stati Uniti, Canada e Messico).
In questi anni cresce la notorietà internazionale di Giuseppe Richeri che determina la sua elezione per due mandati successivi (1984-1988) nell'International Board della International Association for Media and Communication Research (IAMCR). In quest'ambito è stato uno dei fondatori della sezione Economia politica delle comunicazioni dell'Iamcr,  insieme ad altri colleghi di fama internazionale come Nicholas Garnham, Armand Mattelart, Janet Wasko, Vincent Mosco e Bernard Miege. Dal 1990 al 1993 ha insegnato alla Università Autonoma di Barcellona dove ha avuto la Cattedra Unesco di Comunicazione.
Dal 1997 ha iniziato la sua carriera accademica full time, vincendo il concorso di professore presso la Università della Svizzera Italiana, Università pubblica nata nel 1996. Dal 2006 insegna Economia del Cinema presso il Master Réseau Cinema dell'Università di Zurigo e di Losanna ed Economia dei Media presso la Libera Università internazionale degli studi sociali di Roma (Luiss). A capo dell'Istituto di Media e Giornalismo dirige diverse ricerche scientifiche in collaborazione con enti pubblici e privati.
In questi anni il suo contributo intellettuale in campo culturale lo porta a ricoprire incarichi di prestigio a livello nazionale e internazionale. Entra nel comitato scientifico di fondazioni di ricerca tra cui la Fondation Maison des Sciences de l'Homme di Parigi in Francia, e la Fondazione Bordoni in Italia. È membro dell'Editorial Board di alcuni giornali scientifici di rilevanza nazionale e internazionale come: Media, Culture & Society, Reseaux, Telos, Problemi dell'Informazione, Dailogos, Catalan Journal of Communication & Culture. Nel 2000 è presidente del Premio Moebius un'iniziativa dell'Unione europea che nelle diverse aree linguistiche del continente mira a incentivare il lavoro degli editori multimediali di qualità.
Nel 2014 tiene una lezione magistrale di commiato all'Università della Svizzera Italiana e gli viene conferito il titolo di professore emerito a riconoscimento del suo contributo allo sviluppo della Facoltà di Scienze di Comunicazione.
Nel 2018 è nominato membro del Comitato Scientifico Internazionale della Shanghai University.

## Campi e attività di ricerca
I suoi maggiori campi di ricerca in cui Giuseppe Richeri è attivo sono: Struttura e tendenze dei mercati delle comunicazioni, Economia politica dei media, Nuovi media e strategia delle imprese editoriali, Storia delle nuove tecnologie, Consumo dei media.
La sua attività di ricerca si svolge sia in ambito universitario che professionale. Dal 1994 al 1997 è stato direttore di ricerca presso il Centro Studi San Salvador di Telecom Italia, società che allora deteneva il monopolio delle telecomunicazioni in Italia, a Venezia dove ha diretto alcune ricerche d'avanguardia tra cui Impatto di Internet sull'industria editoriale in Europa e Time-budget degli italiani con particolare attenzione alle attività di comunicazione e di consumo dei media come in Economia del cinema e della televisione.
È stato membro del Comitato per l’informazione strategica dell’European Bradcasting Union (2003-2006) e consigliere per la pianificazione strategica della Rai (2007-2009).
Come direttore dell'Istituto di Media e giornalismo dell'Università della Svizzera Italiana è stato responsabile di numerosi progetti di ricerca. Ha analizzato soprattutto il sistema televisivo in Europa mettendo in evidenza la struttura, le politiche e i diversi mercati. Ha indagato le principali caratteristiche di decentramento delle televisioni pubbliche Europee, vale a dire le attività televisive pubbliche su scala regionale. Sempre in ambito audiovisivo ha svolto diverse ricerche con l'obiettivo di analizzare i palinsesti di televisioni pubbliche come la RAI in Italia e la Radiotelevisione svizzera di lingua italiana. Oltre a ciò ha diretto vari progetti in ambito degli studi cinematografici come uno studio che mira a delineare gli obiettivi a cui una Film Commission della Svizzera italiana dovrebbe tendere. Inoltre, prendendo le Olimpiadi di Pechino 2008 come caso di studio, ha indagato il ruolo della comunicazione - in particolare i mass media - nella costruzione del valore sociale dei Giochi Olimpici. Ha diretto anche una ricerca sul comparto musicale pugliese.
Le sue ricerche e pubblicazioni sono spesso citate come centrali nell'ambito del dibattito sull'economia dei media e sull'analisi del mercato radio-televisivo

## Opere principali
Ha scritto numerosi libri e articoli pubblicati in riviste scientifiche tra cui le più importanti sono:
- Economia dei media, in 22 volumi, Roma‐Bari, Laterza, 2012. ISBN 978-8842089483. Edizione per il Corriere della Sera, a cura di: Luciano Fontana.
- Encoding the Olympics. The Beijing Olympic Games and the Communication Impact Worldwide, con Luo Qing, a cura di, London, Routledge, 2012. ISBN 978-0415674997
- La fabbrica delle idee, con Antonio Pilati, Bologna, Baskerville, 2000. ISBN 978-8880003076
- Televisione e qualità, con Maria Cristina Lasagni, Roma, Eri Edizioni Rai, 1996. ISBN 8839709568
- Le reti mercato e l'economia dell'industria editoriale, Venezia, Centro Studi San Salvador, Telecom Italia, 1995.
- La transicion de la television, Barcelona, Editorial Bosch, 1994. ISBN 978-8476762820
- La tv che conta. Televisione come impresa, Bologna, Baskerville, 1993. ISBN 978-8880003014
- L'universo telematico. Il lavoro e la cultura del prossimo domani, Bari, De Donato, 1982.
- La radio, origine, storia, modelli, con Daniele Doglio, Milano, Mondatori, 1980.